# 長體鼠鱚
長體鼠鱚為輻鰭魚綱鼠鱚目鼠鱚科的其中一種，發現於西南大西洋區，從那米比亞至南非；太平洋區的日本、澳洲、紐西蘭及智利海域，棲息深度可達200公尺，本魚在嘴與鰓之內帶紫色，下唇嘴部具有延長分叉的乳突，背鰭軟條11-12枚;臀鰭軟條8-9枚;脊椎骨62-63個，體長可達60公分。棲息於砂質底部海域，夜行性，喜埋藏在沙中，吃底棲性與穴居無脊椎動物，可做為食用魚。

## 扩展阅读
維基物種上的相關：長體鼠鱚